# Masacre de Rosewood
La Masacre de Rosewood fue un conflicto violento, racialmente motivado, que tuvo lugar durante la primera semana de enero de 1923 en el rural Condado de Levy, Florida, Estados Unidos. Al menos seis personas negras y dos personas blancas fueron asesinadas y el pueblo de Rosewood fue abandonado y destruido durante lo que fue caracterizado como un disturbio racial. Los motines raciales fueron comunes a principios del siglo XX en los Estados Unidos, reflejando los rápidos cambios sociales de la nación. Florida tuvo un número particularmente alto de linchamientos en los años previos a la masacre, incluyendo un incidente bastante publicitado en diciembre de 1922.
Rosewood era una pequeña estación intermedia, parada a pedido en el Seaboard Air Line Railway, un lugar tranquilo y predominantemente negro. Incitado por acusaciones sin fundamento de que una mujer blanca en la localidad cercana de Sumner (una comunidad no incorporada en el Condado de Levy) había sido golpeada y posiblemente violada por un negro trotamundos, hombres blancos de pueblos cercanos lincharon a un residente de Rosewood. Cuando los ciudadanos negros se defendieron contra más ataques, algunos cientos de blancos realizaron una batida en la campiña cazando a personas negras y quemando casi todas las estructuras en Rosewood. Los sobrevivientes se escondieron por varios días en pantanos cercanos y fueron evacuados por tren y en coche a ciudades más grandes. Aunque las autoridades estatales y locales estaban enteredas de la violencia, no hicieron ningún arresto por las actividades en Rosewood. El pueblo fue abandonado por los residentes negros durante los ataques. Ninguno regresó.
Aunque los disturbios fueron ampliamente difundidos a lo largo del país, pocos registros oficiales documentaron el evento. Los sobrevivientes, sus descendientes y los perpetradores se mantuvieron en silencio acerca de Rosewood por décadas. Sesenta años después de los disturbios, la historia de Rosewood fue reavivada en los principales medios de comunicación cuando algunos periodistas lo cubrieron a principios de los años 1980. Los sobrevivientes y sus descendientes se organizaron para demandar al estado por haber fracasado en su protección. En 1993 la Asamblea Legislativa Estatal de la Florida encargó un reporte de los eventos. Como resultado de las conclusiones, Florida llegó a ser el primer estado en los Estados Unidos en indemnizar a los sobrevivientes y a sus descendientes por daños incurridos a causa de la violencia racial. La masacre fue el tema de la película Rosewood, rodada en 1997 y dirigida por John Singleton. En el año 2004 el estado designó el emplazamiento de Rosewood como un Monumento Patrimonial de Florida.

## Antecedentes

### Asentamiento
Rosewood fue fundado en 1845 a catorce kilómetros (9 millas) al este de Cedar Key, cerca del Golfo de México. La industria local giraba alrededor de la madera; su nombre Rosewood (Palo de rosa en español) se refiere al color rojizo del corte del cedro (más precisamente, del cedro rojo oriental de Virginia). Dos fábricas de lápices estaban cerca de Cedar Key; algunas fábricas de trementina y un aserradero a casi cinco kilómetros (3 millas) en Sumner ayudaban a los residentes locales a ganarse la vida, así como el cultivo de cítricos y algodón. El caserío creció lo suficiente como para justificar la construcción de una oficina de correos y un depósito de locomotoras del Ferrocarril de Florida en 1870, pero nunca fue incorporado como pueblo.
Al principio Rosewood tenía pobladores negros y blancos. Cuando la mayoría de los cedros fueron cortados alrededor de 1890, las fábricas de lápices fueron cerradas y muchos residentes blancos se mudaron a Sumner. Para 1900 la población de Rosewood había llegado a ser predominantemente negra. El pueblo de Sumner era predominantemente blanco y las relaciones entre las dos comunidades eran relativamente cordiales. Dos familias negras de Rosewood, apellidadas Goins y Carrier, eran las más poderosas. La familia Goins trajo la industria de la trementina a la región y en los años que precedieron al ataque eran los segundos propietarios más grandes en el condado de Levy. Para evitar demandas de competidores blancos los hermanos Goins se mudaron a Gainesville y la población de Rosewood disminuyó ligeramente. Los Carriers también eran una gran familia, responsable de la explotación forestal en la región. Para 1920 casi todos en la cerrada comunidad estaban lejanamente emparentados entre sí. La población de Rosewood alcanzó su apogeo en 1915 con 355 personas. Aunque los residentes de Rosewood probablemente no votaban, debido a que los requisitos para registrarse como votantes en Florida habían privado de derechos a los ciudadanos negros después de la era de la Reconstrucción en los Estados Unidos desde el principio de siglo, ambas poblaciones, Sumner y Rosewood, eran parte de una circunscripción electoral que era contada en el censo de Estados Unidos. En 1920 la población combinada de ambos pueblos era de 344 personas negras y 294 personas blancas.
Como era común en el sur a finales del siglo XIX, Florida había impuesto la segregación racial legal bajo las leyes de Jim Crow, las cuales requerían instalaciones y transporte separados para personas blancas y negras. Ambos grupos crearon sus propios centros comunales: en 1920 los residentes de Rosewood eran mayoritariamente autosuficientes. Tenían tres iglesias, una escuela, un gran salón masónico, una fábrica de trementina, un molino para caña de azúcar, un equipo de béisbol llamado las Estrellas de Rosewood y dos almacenes, uno de los cuales pertenecía a una persona blanca. El pueblo tenía alrededor de una docena de casas de dos pisos fabricadas con tablones, así como otras casas pequeñas de dos habitaciones y algunas granjas desocupadas construidas de madera y áreas de bodegaje. Algunas familias poseían pianos, órganos y otros símbolos de prosperidad de la clase media. Los sobrevivientes de Rosewood lo recuerdan como un lugar feliz. En 1995 el sobreviviente Robie Mortin recordaba a su 79 años: "Rosewood era un pueblo donde las casas de todos estaban pintadas. Había rosas por dondequiera que anduviera. Adorable".

### Conflictos raciales en Florida
La violencia racial durante esa época era común a través de la nación, manifestándose como incidentes individuales de acciones fuera de la ley o ataques en comunidades enteras. Los linchamientos alcanzaron su apogeo en el cambio de siglo y continuaron siendo usados como castigo a través del sur de los Estados Unidos. En 1866 Florida, así como otros estados sureños, pasaron leyes llamadas Códigos Negros los cuales privaban de derechos a los ciudadanos negros. Aunque estas fueron rápidamente revertidas y los ciudadanos negros gozaron de un breve periodo de mejora en su situación social, a finales del siglo XIX la influencia política negra era casi nula. Un gravamen al sufragio les fue aplicado a los ciudadanos de Florida en 1885, en gran parte privando de derechos tanto a los blancos pobres como a los afroamericanos y más derechos legales y políticos se fueron deteriorando en los siguientes años. Sin el derecho a voto los negros estaban excluidos para ser jurados y no podían participar para ser elegidos en ningún puesto, siendo excluidos efectivamente del proceso político. Los Estados Unidos en su totalidad estaban experimentando rápidos cambios sociales: un influjo de inmigrantes europeos, la industrialización y el crecimiento de las ciudades y experimentación política en el norte del país. En el sur aumentó el descontento entre los norteamericanos negros por la falta de oportunidades económicas y su estatus como ciudadanos de seguna categoría.
Los funcionarios electos en el estado de Florida no calmaron las tensiones raciales. El gobernador Napoleon Bonaparte Broward (1905–1909) sugirió buscar un lugar fuera del estado para que los ciudadanos negros vivieran por separado. Decenas de miles de afroamericanos se mudaron al norte de los Estados Unidos durante y después de la Primera Guerra Mundial en la Gran Migración, desestabilizando el mercado laboral e introduciendo cambios más rápidos en las ciudades. Fueron reclutados por muchas industrias norteñas en expansión, como el Ferrocarril de Pensilvania, la industria del acero y las plantas empacadoras de carne. Los gobernadores de Florida Park Trammell (1913–1917) y Sidney Catts (1917–1921) en general ignoraron la migración de la población negra hacia el norte de los Estados Unidos y sus causas. Mientras Trammell fue fiscal general del Estado, ninguno de los 29 linchamientos cometidos durante su período fue llevado a juicio, ni tampoco ninguno de los 21 que ocurrieron mientras fue gobernador. Catts se presentó como parte de una plataforma del supremacismo blanco y el sentimiento anticatólico y criticó abiertamente a la Asociación Nacional para el Progreso de las Personas de Color (NAACP por sus siglas en inglés) cuando esta se quejó de que él no hizo nada para investigar dos linchamientos en el estado de Florida. Sin embargo Catts cambió su mensaje cuando las industrias de la trementina y la madera reclamaron que la mano de obra estaba escaseando. El les suplicó a los ciudadanos negros que se quedaran. Para 1940. 40.000 negros habían dejado Florida para encontrar empleo, pero también para escapar de la opresión de la segregación, de la violencia y de la privación de los derechos civiles.
Cuando empezó el entrenamiento de las tropas estadounidenses para la Primera Guerra Mundial la idea de que soldados negros recibieran instrucción militar alarmó a muchos blancos del sur de los Estados Unidos. Una confrontación acerca de los derechos de los soldados negros culminó con el Motín de Houston de 1917. La propaganda alemana animaba a los soldados negros a ponerse en contra de sus "verdaderos" enemigos: los blancos de Estados Unidos. Rumores de que mujeres francesas habían estado involucradas sexualmente con soldados negros norteamericanos llegaron a los Estados Unidos, lo que sostiene el historiador de la Universidad de Florida David Colburn tocó la fibra de los más profundos temores sureños. Colburn relaciona las preocupaciones crecientes acerca de la intimidad sexual entre las razas con lo que ocurrió en Rosewood: "la cultura sureña había sido construida alrededor de una serie de buenas costumbres y valores que coloca a la mujer en su centro y en la cual la pureza de su conducta y de sus modales representaba el refinamiento de esa cultura. Un ataque contra las mujeres no solamente representaba una violación del más importante tabú de los sureños, pero también amenazaba desmantelar la propia naturaleza de la sociedad sureña". La transgresión del tabú sexual se combinó posteriormente con el apertrechamiento de armas por parte de afroamericanos para incrementar los temores entre los blancos acerca de una inminente guerra de razas en el sur de los Estados Unidos.
La afluencia de afroamericanos a los centros urbanos en el norte y el medio oeste incrementó las tensiones raciales. Entre 1917 y 1923 estallaron disturbios raciales en numerosas ciudades a lo largo de los Estados Unidos motivados por la competencia económica por trabajos industriales, mayoritariamente entre blancos y negros del sur que eran usados a menudo como esquiroles. Uno de los primeros y más violentos ejemplos fue un disturbio en el este de St. Louis, provocado en 1917. En el "Verano Rojo de 1919" la violencia callejera por motivos raciales estalló en 23 ciudades —incluyendo Chicago, Omaha y Washington D. C.—causada por la competencia para obtener trabajo y hogar por parte de los veteranos de ambas razas que regresaban de la Primera Guerra Mundial y por el arribo de oleadas de nuevos inmigrantes.[11] Adicional malestar ocurrió en Tulsa en 1921. David Colburn distingue dos tipos de violencia contra los negros antes de 1923: la violencia en el norte consistía generalmente en acciones espontáneas de una turba en contra de comunidades enteras. La violencia en el sur, por otro lado, tomaba la forma de incidentes individuales de linchamiento y otras acciones extrajudiciales. La masacre de Rosewood, de acuerdo con Colburn, se asemejó a la violencia más comúnmente perpetrada en el norte de los Estados Unidos.